# Capela de São João Batista (Palmela)
A Capela de S. João Baptista, também referida como Capela de Rodes ou Capela de Malta, situa-se no Largo de S. João, na Freguesia e no Município de Palmela, em Portugal.
Foi fundada no século XVII, por Frei Jerónimo de Brito e Melo, 25º Grão Prior da Ordem de Malta. Esta igreja foi profanada no reinado de D. Maria I. Encontra-se totalmente despojada do seu espólio, parte do qual foi depositado na Igreja de S. Pedro (atual Matriz de Palmela). A sua nave única apresenta um lambril de azulejos do século XVII.
Está classificada como Monumento de Interesse Municipal, pelo Decreto nº 67/97 de 31.12.1997.
No mesmo largo, pode apreciar-se um coreto do início do século XX da Sociedade Filarmónica Humanitária, o edifício da escola n.º 1, a biblioteca municipal (edifício adaptado a partir da antiga Escola nº1 de Palmela) e o imponente Cine Teatro São João, inaugurado em 1952.